# Павлоградська загальноосвітня школа № 19
Павлогра́дська загальноосві́тня школа I—III ступені́в № 19 — україномовний навчальний заклад I-III ступенів акредитації у місті Павлоград Дніпропетровської області.

## Загальні дані
.Павлоградська загальноосвітня школа I—III ступенів № 19 розташована за адресою: вул. Малиновського, 2, місто Павлоград (Дніпропетровська область)—51400, Україна.
Директор закладу — Мажара Станіслав Володимирович, вчитель музики вищої категорії, звання «Старший вчитель», «Відмінник освіти України».
Мова викладання — українська.

## Історія
Загальноосвітня школа № 19 побудована за типовим проєктом 224-1-491.86 розпочала свою діяльність в 1990 році під керівництвом Резнікова Олександра Борисовича. Школа має статус україномовної. З 1991 року працює над проблемою профілізації навчання. За роки існування створювались аерокосмічні, юридичні, економічні класи. З 1997 року бере участь в експерименті "виховання культури здоров'я і валеологічної освіти в умовах Західного Донбасу.
За 15 років існування школа випустила 1286 учнів. Нагороджено золотими та срібними медалями 64 учні. Протягом двох останніх років школа посідає перше загальнокомандне місце в міських предметних олімпіадах. За останні 5 років учні зайняли 168 призових місць на міських олімпіадах та 29 на обласних олімпіадах.

## Сучасність
З 1997 року в школі проводиться загально шкільне свято "Премія-тріумф", на якому вшановуються найкращі учні, найкращі класні колективи, переможці олімпіад, змагань, конкурсів. В школі обладнано два комп'ютерні класи по 14 комп'ютерів у кожному класі. Також у школі є сучасний медичний пункт, стоматологічний кабінет, новий спортзал та тренажерний зал.
В школі створено регіональний центр довузівської підготовки від Харківського національного технічного університету ХПІ, працюють курси для підготовки вступу в ВУЗи.
В школі ведеться навчання за такими профілями: 
- фізико-математичний
- природничий
- суспільно-гуманітарний
- філологічний
- універсальний